# Поместье в Индии
«Поместье в Индии»  — британский исторический драматический сериал, действие которого происходит в  1795 году,   созданный Гуриндер Чадхой.  
Сериал из шести частей начал сниматься в августе 2018 года и был впервые показан в воскресенье 23 июня 2019 года.

## Сюжет
Дели, 1795 год. Отставной военный Джон Бичем намерен порвать со своим прошлым и начать на новом месте жизнь с чистого листа. Он становится хозяином роскошного поместья, но прибывает туда не один, но, к удивлению многих, с маленьким сынишкой, причём очевидно от смешанного брака. События становятся лишь более раскалёнными, когда туда же через некоторое время прибывает матушка Джона, а затем и молодая индианка, называющая себя хозяйкой дома.